# 鲁茹
鲁茹（法語：Rougeou，法語發音：[ʁuʒu]）是法国卢瓦-谢尔省的一个市镇，属于罗莫朗坦-朗特奈区。

## 地理
鲁茹（47°21'42"N, 1°32'10"E）面积7.89 平方千米，位于法国中央-卢瓦尔河谷大区卢瓦-谢尔省，该省份为法国中北部省份，北起厄尔-卢瓦省，东北接卢瓦雷省，东南接谢尔省，南至安德尔省，西南接安德尔-卢瓦尔省，西北接萨尔特省。
与鲁茹接壤的市镇（或旧市镇、城区）包括：比伊、谢姆里、索洛涅地区日、索洛涅地区米尔、索洛涅地区苏万。

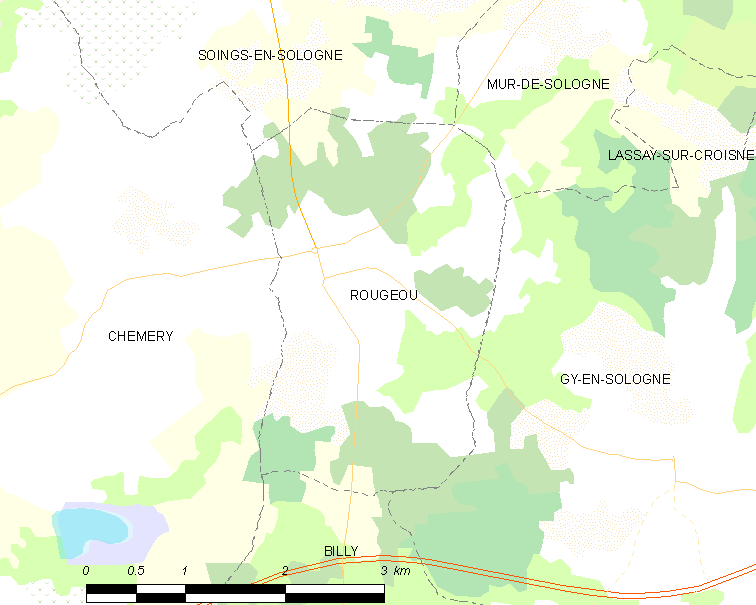
鲁茹的OSM定位图

鲁茹的时区为UTC+01:00、UTC+02:00（夏令时）。

## 行政
鲁茹的邮政编码为41230，INSEE市镇编码为41195。

## 政治
鲁茹所属的省级选区为圣艾尼昂县。

## 人口

1962-2008年间鲁茹人口变化图示

鲁茹于2022年1月1日时的人口数量为151人。